# Автомоторная улица
Автомото́рная у́лица (с 1950 года) — улица в Северном административном округе города Москвы на территории Головинского района. Находится между Малым кольцом Московской железной дороги и Лихоборской набережной. Имеет перекрёстки со 2-м и 3-м Лихачёвскими переулками. Нумерация домов ведётся от железнодорожной линии.

## Происхождение названия
Названа в 8 сентября 1950 года по расположенному здесь Центральному автомобильному и автомоторному ЦНИИ.

## Здания и сооружения
По нечётной стороне:
- Дом 1/3, стр. 2 — Салон фабрики мебели «8 марта» Моссельмаш
- Дом 7, стр. 1 — Автосервис по обслуживанию а/м Škoda и Suzuki

По чётной стороне:
- Дом 2 — Центральный научно-исследовательский автомобильный и автомоторный институт
- Дом 6Б, стр.8 — Фабрика мягкой мебели «ANDERSSEN»
- Дом 6Б — Фабрика мягкой мебели «8 Марта»